# 1 Lacertae
1 Lac è una stella della costellazione della Lucertola, situata nella parte terminale della costellazione ai confini di Pegaso. Di magnitudine apparente +4,13, dista 620 anni luce circa dal sistema solare.

## Caratteristiche fisiche
1 Lacertae è una stella gigante o gigante luminosa di tipo spettrale K3II-III. Con un raggio 68 volte superiore a quello solare, irradia 1500 volte più luce della nostra stella. In passato era stata indicata come sospetta variabile, ma studi successivi hanno poi scartato questa ipotesi.